# Invazia italiană a Egiptului
Invazia italiană a Egiptului (în italiană Operazione E) a fost o ofensivă în cel de-al Doilea Război Mondial, împotriva forțelor britanice, ale Commonwealth-ului și Franței Libere în Regatul Egiptului. Invazia Armatei a 10-a italiene a pus capăt înfruntărilor la graniță și a început Campania Deșertului de Vest⁠(en)[traduceți] (1940–1943) propriu-zis. Strategia italiană a fost să avanseze din Libia de-a lungul coastei egiptene pentru a ocupa Canalul Suez. După numeroase întârzieri, scopul ofensivei a fost redus la avans până în Egipt, în Sidi Barrani și atacarea oricăror forțe britanice în zonă.
Armata a 10-a italiană a reușit să pătrundă aproximativ 105 km în Egipt unde au întâmpinat forțe mai mici britanice de recunoaștere, ale Grupului 7 de sprijin (Divizia a 7-a blindată), forța principală britanică a rămas în vecinătatea Mersa Matruh, principala bază britanică din deșertul de vest. La 16 septembrie 1940, Armata a 10-a italiană s-a oprit și a luat poziții defensive în jurul portului Sidi Barrani. Armata trebuia să aștepte în tabere fortificate, până când geniștii au construit Via della Vittoria (Drumul Victoriei) de-a lungul coastei, o prelungire a Via Balbia libiană. Italienii au început să facă provizii pentru un avans împotriva Diviziei a 7-a blindate britanică și a Diviziei a 4-a indiene la Mersa Matruh, la aproximativ 129 km mai încolo.
Pe 8 decembrie, înainte ca Armata a 10-a să fie gata să-și reia înaintarea spre Mersa Matruh, britanicii au început Operațiunea Compass, un raid de cinci zile împotriva taberelor fortificate italiene din afara localității Sidi Barrani. Raidul a reușit și puținele unități ale Armatei a 10-a italiene din Egipt care nu au fost distruse au fost forțate să se retragă în grabă. Britanicii au urmărit rămășițele Armatei a 10-a de-a lungul coastei până la Sollum și peste graniță până la Bardia, Tobruk, Derna, Mechili, Beda Fomm și El Agheila până la Golful Sirte. Britanicii au suferit pierderi de 1.900 de oameni uciși și răniți în timpul Operațiunii Compass și au luat 133.298 de prizonieri italieni și libieni, 420 de tancuri, peste 845 de tunuri și multe avioane.

## Antecedente

### Libia

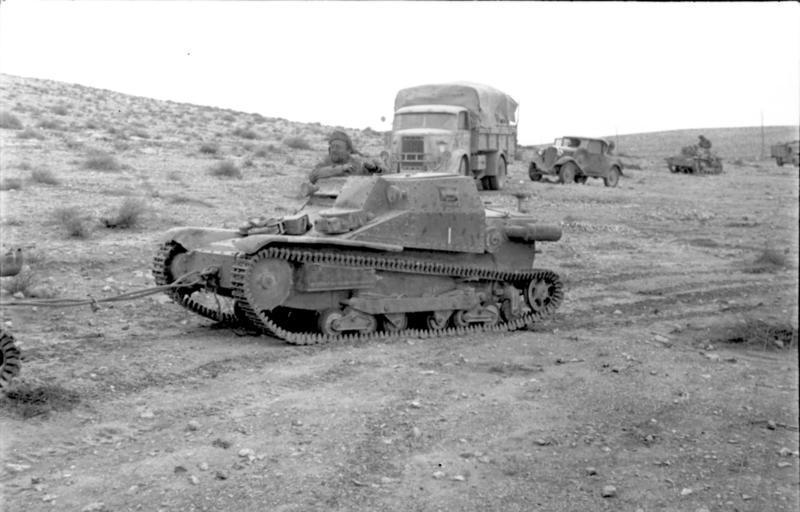
Tanchetă italiană L3/33.

Cirenaica, provincia de est a Libiei, a fost o colonie italiană încă din Războiul Italo-Turc (1911–1912), deși rezistența a continuat până în 1932. Cu Tunisia, o parte a Africii de Nord franceze la vest și Egiptul la est, Italienii au trebuit să apere ambele frontiere și au stabilit un Cartier General Suprem al Africii de Nord, sub comanda guvernatorului general al Libiei italiene, mareșalul forțelor aeriene Italo Balbo. În vest cartierul general suprem era la Armata a 5-a sub comanda lui Italo Gariboldi iar în est Armatei a 10-a sub comanda lui Mario Berti, care la mijlocul anului 1940 avea nouă divizii cu aproximativ 13.000 de oameni fiecare, trei divizii (cămăși negre) și două divizii coloniale italiene libiene cu o unitate de 8.000 de oameni fiecare. Rezerviștii fuseseră rechemați în 1939, împreună cu chemarea obișnuită a noilor recruți.

### Egipt

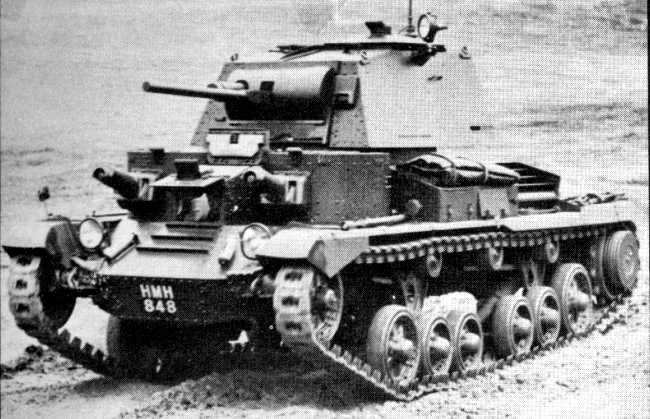
Tanc Cruiser Mk I

Britanicii au plasat forțe militare în Egipt din 1882, dar acestea au fost mult reduse de termenii Tratatului anglo-egiptean din 1936. Mica forță britanică și a Commonwealth-ului păzea Canalul Suez și ruta de pe Marea Roșie, care era vitală pentru comunicațiile britanice cu teritoriile sale din Orientul Îndepărtat și Oceanul Indian. Condus indirect de britanici, Egiptul a rămas neutru în timpul războiului. La mijlocul anului 1939, generalul-locotenent Archibald Wavell a fost numit ofițer general comandant-șef al noului Comandament pentru Orientul Mijlociu, peste teatrele de luptă din Marea Mediterană și Orientul Mijlociu. Până la armistițiul dintre Axă și Franța de la Compiègne (1940), diviziile franceze din Tunisia s-au confruntat cu italienii la granița de vest cu Libia, forțând garnizoana să se împartă și să se confrunte în ambele părți.
În Libia, Armata Regală Italiană avea aproximativ 215.000 de oameni, iar în Egipt, britanicii aveau aproximativ 36.000 de soldați, cu alți 27.500 de oameni antrenați în Palestina.[3]
Forțele britanice au inclus Divizia mobilă (Egipt) comandată de generalul-maior Percy Hobart, una dintre cele două formațiuni de antrenament blindate britanice, care la jumătatea anului 1939 a fost redenumită Divizia blindată (Egipt) și, la 16 februarie 1940, a devenit Divizia a 7-a blindată. Granița dintre Egipt și Libia a fost apărată de Forța de Frontieră Egipteană, iar în iunie 1940, cartierul general al Diviziei a 6-a Infanterie (general-maior Richard O'Connor) a preluat comanda în Deșertul de Vest, cu instrucțiuni de a-i alunga pe italieni din spatele lor. posturi de frontieră și să domine hinterlandul, dacă începe războiul. Divizia a 7-a blindată, mai puțin Brigada a 7-a blindată, s-au adunat la Mersa Matruh și a trimis Grupul 7 de sprijin înainte spre frontieră ca forță de acoperire.
De asemenea, RAF și-a mutat majoritatea bombardierelor mai aproape de frontieră, iar Malta a fost întărită pentru a amenința ruta de aprovizionare italiană către Libia. Cartierul general al Diviziei 6 Infanterie, încă lipsit de unități complete și pe deplin antrenate, a fost redenumit Forța deșertului de Vest pe 17 iunie. În Tunisia, francezii aveau opt divizii, capabile doar de operațiuni limitate, iar în Siria erau trei divizii slab înarmate și antrenate, cu aproximativ 40.000 de militari și grăniceri, cu sarcină de ocupație, împotriva populației civile. Forțele terestre și aeriene italiene din Libia au depășit cu mult numărul britanicilor din Egipt, dar au suferit din cauza moralului slab și au fost afectate de unele echipamente inferioare. În Africa de Est italiană mai erau 130.000 de trupe italiene cu 400 de tunuri, 200 de tancuri ușoare și 20.000 de camioane.
Italia a declarat război la 11 iunie 1940.